# كارل فلرس
كارل فولرس (بالألمانية: Karl Vollers) ـ (19 مارس 1857 ـ 5 يناير 1909) هو مستشرق ألماني. تولى إدارة المكتبة الخديوية بالقاهرة في أواخر القرن التاسع عشر.

## تعليمه
تلقى فولرس تعليمه في هيلدسهايم وييفر، وأتم دراسته الثانوية عام 1875، ثم درس علم اللاهوت البروتستانتي واللغات الشرقية في توبنغن وهاله وبرلين وستراسبورغ، وتخرج في الجامعة عام 1879، ليعمل معلمًا خصوصيًا بالآستانة في الفترة من خريف سنة 1879 إلى يوليو 1880، وفي سنة 1880 حصل على شهادة الليسانس من جامعة يينا.

## حياته الوظيفية
عمل فولرس معلمُا بمدرسة ثانوية محلية في فورستنفالده في سكسونيا في الفترة من أكتوبر 1881 إلى 1882، وعقب مناقشة أطروحته للدكتوراه بجامعة هاله عُين في أكتوبر 1882 مساعدًا بالمكتبة الملكية في برلين تحت إدارة كارل لبسيوس.
وفي سنة 1886 عُين فولرس مديرًا للكتبخانة الخديوية بالقاهرة، وهو منصب تعاقب عليه عدد من المستشرقين الألمان قبل الحرب العالمية الأولى، وكان من أوائل الباحثين في اللهجة المصرية المعاصرة. ظل فولرس في مصر حتى سنة 1896، ثم عاد إلى ألمانيا وصار أستاذًا للغات الشرقية بمدرسة الفلسفة في جامعة يينا. كان فولرس عضوًا بالجمعية الشرقية الألمانية (بالألمانية: Deutsche Morgenländische Gesellschaft)، غير أنه استقال منها عام 1908، إثر جدل ـ اصطبغ بصبغة شخصية ـ حول كتابه «اللغتان الدارجة والمكتوبة في جزيرة العرب قديمًا» (بالألمانية: Volksprache und Schriftsprache im alten Arabien)، الذي كان قد صدر سنة 1906.
توفي فولرس في يناير 1909.

## من مؤلفاته
كتب عدة كتب عن العربية بالألمانية، منها «العربية العاميّة عند قدماء العرب» و«المخطوطات الشرقية التي بمكتبة ليبسيك».
- التوراة السامرية (بالألمانية: Pentateuchus Samaritanus، صدر بين عامي 1883 و1891)
- اللغة العامية المصرية (بالألمانية: Lehrbuch der aegypto-arabischen Umgangssprache، صدر سنة 1890)
- شذرات من كتاب المُغرب لابن سعيد (بالألمانية: Fragmente aus dem Mugrib des Ibn Sa'id، صدر سنة 1894)
- شعر المتلمس (بالألمانية: Die Gedichte des Mutalammis، صدر بالعربية والألمانية سنة 1903)
- دليل المخطوطات الإسلامية والمسيحية الشرقية واليهودية والسامرية بمكتبة جامعة لايبتزغ (بالألمانية: Katalog der islamischen, christlich-orientalischen, jüdischen und samaritanìschen Handschriften der Universitätsbibliotek zu Leipzig، صدر سنة 1906)
- اللغتان الدارجة والمكتوبة في جزيرة العرب قديمًا (بالألمانية: Volksprache und Schriftsprache im alten Arabien، صدر سنة 1906)

## وصلات خارجية
- تاريخ الدراسات الشرقية في يينا (بالألمانية)